# Pematang Kuala
Pematang Kuala is een bestuurslaag in het regentschap Serdang Bedagai van de provincie Noord-Sumatra, Indonesië. Pematang Kuala telt 2457 inwoners (volkstelling 2010).